# Маврово (курорт)
Ма́врово — горнолыжный курорт Македонии, расположен примерно в 70 км от столицы Македонии г. Скопье. В горном озере, находящемся неподалёку от Маврово выращивают форель. В окрестностях расположены национальный парк «Маврово» и Мавровское озеро.
Горнолыжная трасса начинается на высоте 1960 м и заканчивается на уровне 1250 м.